# Глубоководное бурение
Глубоководное бурение — процесс бурения для сооружения скважины на дне морей и океанов (глубже 600 метров), для извлечения кернов с разных глубин земной коры, с использованием надводных технических средств.

## Описание
Основная цель — геологическое исследование подводных морских грунтов и изучение строения дна океана, а также для добычи из морских недр жидких или газообразных полезных ископаемых.
Для глубоководного бурения используются буровые суда, оснащённые системой динамического позиционирования, что допускает предельное отклонение бурильной колонны от скважины на 3 % от глубины моря при боковом ветре до 45 узлов. Для бурения применяются специальные конструкции бурильных труб и их соединений, изготовленные из специальных сталей, рассчитанных на сжимающие, растягивающие и изгибающие усилия; акустические системы обнаружения подводного устья скважины и мультиплексные системы контроля противовыбросных превенторов.

## История
Метод глубоководного бурения разработан Скриппсовским институтом океанографии Калифорнийского университета (США) и начал осуществляться в 1968 году объединением океанографических институтов по глубинному изучению (опробованию) Земли (JOIDES) в связи с проектом Мохол (изучение верхней мантии).
Бурение производилось с экспедиционного судна «Гломар Челленджер» в Атлантическом и Тихом океанах и некоторых морях (Беринговом, Карибском, Средиземном, Филиппинском и др.) на глубинах до 6 000 м с проникновением в океанскую кору до 1000 м.